# Comadres (fiesta)
Las Comadres es una fiesta que se celebra en Asturias (España) y en Bolivia, en el departamento de Tarija y Perú, en el departamento de Arequipa. Esta fiesta coincide con el jueves anterior al martes de carnaval (es decir, el jueves lardero). Consiste en la reunión de grupos de mujeres para merendar, bailar, hablar y pasarlo bien. En la actualidad también se ha extendido al ámbito masculino, más en Pola de Siero que en otras zonas de la región. En Pola de Siero, la fiesta se prolonga el viernes, sábado y domingo posteriores a Comadres; son los días de Comadrines, Migayes y Migayines respectivamente. En Bolivia la fiesta de "Compadres" se celebra el penúltimo jueves antes del martes de carnaval.
Recientemente la celebración de la fiesta de "Comadres" y "Compadres" se ha extendido a varias localidades y ciudades de Bolivia.

## Origen
La costumbre se basa en tradiciones orales pasadas de padres a hijos; ya que, al no existir fuentes escritas muy confiables, existen varias suposiciones, la más fiable es que se puede remontar el origen de la fiesta a las denominadas Matronalias. Estas celebraciones eran unas fiestas romanas dedicadas a las mujeres casadas, y que se celebraban en honor de la diosa Juno, también conocida con el sobrenombre de Matrona.
Estas fiestas se celebraban en las calendas del mes de marzo; era la única vez al año que las mujeres tenían los mismos privilegios que los varones en la  sociedad patriarcal  romana. Con el paso del tiempo se convirtió en una fiesta evidentemente profana, perdiendo todo su carácter sacro, conservándolo únicamente en el sentido de adecuar su celebración al calendario cristiano y que sigue coincidiendo con unas fechas no muy lejanas a las calendas de marzo.

## Tradición
En Asturias se celebraba, exclusivamente, en Pola de Siero, desde tiempo inmemorial y de forma multitudinaria, no pudiendo faltar el bollu preñau, acompañado de sidra, como marcaba la tradición y en Gijón, donde también se solían reunir grupos de mujeres para merendar, pero más bien en sus propias casas, hasta que en los años 1980 se volvió a restaurar la tradición.
Actualmente la fiesta ya se celebra en los concejos de Siero, Langreo, Gijón, Avilés y Oviedo. Es una fiesta que tiene localidades muy concretas, pudiendo haber dos localidades lejanas entre sí que la celebran, mientras que las circundantes a éstas no lo hacen, aunque en los últimos años la tendencia es a que se celebre en casi toda la zona central de Asturias.
Es tradición celebrar la fiesta de comadres también en otros lugares del territorio español, como por ejemplo en el País Vasco, y más concretamente en algunas zonas de la provincia de Guipúzcoa, donde son conocidas con el nombre de emakunde. También se celebran en la provincia de Segovia, por Santa Águeda, o en la de Zamora, también por la misma festividad, el 5 de febrero. También se celebra en Galicia, en el triángulo del Entroido: Verín, Xinzo de Limia y Laza, en Orense; así como en Pontevedra, en los municipios de El Grove y La Isla de Arosa.
En Bolivia, la fiesta se celebra tradicionalmente en el valle central de Tarija. En la actualidad la celebración se ha extendido a otros departamentos y ciudades del país.

## Lugares  de  Celebración en el Mundo

### En Asturias
En un principio las meriendas se hacían en el campo o en las propias casas, pero en la actualidad se suelen llevar a cabo en bares y restaurantes, a base de carne empanada, embutidos, tortillas, lacón relleno y frixuelos, aunque en Pola de Siero sigue siendo habitual llevar el bollu de casa. En los últimos años la tradición y la fiesta significan en muchos casos cenas de mujeres donde la única presencia masculina son los strippers de los espectáculos que se ofrecen.

### En Bolivia
En Bolivia, el Jueves de Comadres se celebra, tradicionalmente, en las comunidades del valle central y en los altos de Tarija; ese día las mujeres entregan la torta, un presente que por lo general contiene frutas y vegetales como uva, durazno, pepino, choclo y albahaca que se cultivan en la región. También entregan pan dulce, caramelos y dulces artesanales, chicha, vino (que se ofrecen en una canasta decorada con flores), telas de colores, en la actualidad también con globos u otros como regalo a las comadres, que pueden ser amigas o estar vinculadas por lazos espirituales. La cesta en que se obsequia la torta se conoce como "canasta" o también "sappa", palabra Aymara que significa canasta, palabra que migró hacia la lenguaje chapaco, se elabora artesanalmente en el área rural de Tarija, tejida con caña hueca y confeccionadas con de varas de membrillo o de molle.
Desde hace varias décadas, familias enteras se dedican a la elaboración artesanal de las tortas para su venta. A las vendedoras de tortas se las conoce en Tarija como "comadres artesanas". Los lugares tradicionales donde suelen elaborarse y venderse son los barrios de San Roque y El Molino y la localidad de San Lorenzo, conocida como "Tarija, la Vieja".
Según algunos autores, esta celebración inicia el jueves de compadres, una semana antes, en el que las mujeres enviaban una torta y un pavo relleno, un chancho al horno o un cordero vivo pintado y envuelto en serpentinas y guirnaldas de flores. El jueves siguiente, el día de las Comadres, el compadre debe devolver la gentileza enviando obsequios a su comadre.
A partir de la década de 1980, la celebración de "Compadres y Comadres" comenzó a extenderse desde Tarija hacia otros departamentos y ciudades de Bolivia.

### En Perú
En el departamento de Arequipa es una fiesta popular de  antaño. En Arequipa, el jueves de compadres es el jueves anterior al de comadres.
El jueves  de comadres es el jueves anterior al domingo de carnaval, cuando las matronas de la localidad, envían a alguno de sus compadres (el de mayor aprecio) un obsequio que puede consistir en una colcha tejida, una canasta de frutas, una chombita de chicha u otro objeto de significado o valor.

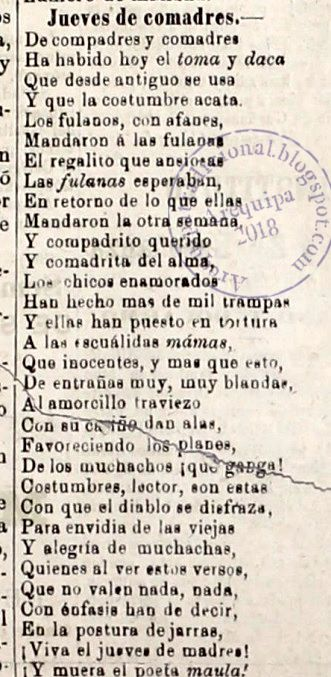
Recorte fotográfico digital del desaparecido diario arequipeño "La Bolsa" del 12 de febrero de 1885.